# 한국양돈연구회
한국양돈연구회는 산학협동을 통해 양돈산업을 국제적 수준으로 발전시키고, 수출전략사업으로 집중육성 목적으로 1994년 5월 4일 설립된 대한민국 농림수산식품부 소관의 사단법인이다. 사무실은 경기도 성남시 분당구 서현동 276-1 한라시그마파크 1008에 있다.

## 주요 사업
- 양돈산업 기술개발과 연구(육종, 번식, 사양, 사료, 시설, 환경, 질병, 경영, 육가공, 유통)
- 양돈산업정책개발과 건의, 양돈전문기술자 양성을 위한 전문 교육 사업
- 양돈분야의 학계와 산업계간의 학술, 기술 및 정보 등
- 학술발표회, 강연회 및 전시회 개최
- 양돈농가에 대한 기술지도, 경영진단, 방역지도
- 양돈산업기술개발에 관한 제반조사 연구과제의 용역사업
- 양돈기술서적의 발간 및 배부
- 정부가 위촉하는 사업
- 기타 본회의 목적 달성을 위한 위원회 구성 및 필요한 사업